# 清泉镇 (成都市)
清泉镇：民国称太平镇（该名沿用至今，简称太平）。位于成都市青白江区东南部，距青白江城区约21公里，辖区总面积99998.00亩。2019年12月，将福洪镇胜利村、幸福村、团结村划归清泉镇管辖，清泉镇人民政府驻青石路68号。

## 行政区划
现辖：
廖家场社区、五桂村、西平村、快乐村、桔丰村、花园村、友好村、北宁村、龙洞村、金龙村、永顺村、秧田村、太平村、牌坊村、红星村、红岩村和五爱村。

## 交通
- 在城区可乘6路公交车到达。沿途经过大同镇，城厢镇，姚渡镇。
- 沪蓉高速在此设口。